# Cabo de Cruz Boiro Voleibol
El Cabo de Cruz Boiro Voleibol es un equipo de voleibol de Boiro de la provincia de La Coruña en Galicia. Fue fundado en 1991 y actualmente cuenta con un equipo en Superliga Masculina.

## Historia
Desde la temporada 2013/14 el equipo se convirtió en un asiduo en la Superliga Masculina 2 llegando a participar en varias ocasiones en la Copa Príncipe y en fases de ascenso, pero no fue hasta el año 2020 cuando conseguiría el ansiado ascenso a la máxima categoría del voleibol español.

### El Ascenso a Superliga (2020-2023)
Tras varios años intentando conseguir el objetivo del ascenso, el premio había llegado para el club de Boiro y estaban preparados para realizar su debut en la máxima competición nacional.
Durante esas temporadas en Superliga, el Cabo de Cruz Boiro Voleibol llegó a ser el equipo rebelación del torneo alcanzando tanto las play-off de copa como la de liga; en las que realizó una gran actuación.

### Vuelta a Superliga Masculina 2 (2023-act.)
En la temporada 2022/23, el club descendió a la segunda categoría del volveibol masculino español, en la que se encuentra en la actualidad.

## Entrenadores
| País      | Entrenador                      | Temporadas  |
| --------- | ------------------------------- | ----------- |
| Argentina | Emilio Gervasio Palacio Álvarez | 2009 - 2021 |
| Argentina | Marcelo Benavidez               | 2021 - 2022 |
| Argentina | Emilio Gervasio Palacio Álvarez | 2022 - 2023 |
| España    | Adrián Alves Castro             | 2023 - Act. |

## Palmarés
Nota: en negrita competiciones vigentes en la actualidad.
| Competición autonómica       | Títulos            | Subcampeonatos     |
| ---------------------------- | ------------------ | ------------------ |
| Copa Galicia masculina (3/3) | 2015, 2016 y 2017. | 2012, 2014 y 2022. |